# Pietroso
Pietroso (korsisch: U Petrosu) ist eine Gemeinde mit 350 Einwohnern (Stand 1. Januar 2022) auf der Insel Korsika in Frankreich. Die Gemeinde gehört zum Département Haute-Corse und ist seit dem 1. Januar 2008 Mitglied des Gemeindeverbandes Communauté de communes de Fium’Orbu Castellu. Sie liegt im Tal des Flusses Tagnone.

## Bevölkerungsentwicklung
| Jahr      | 1962 | 1968 | 1975 | 1982 | 1990 | 1999 | 2007 | 2017 |
| --------- | ---- | ---- | ---- | ---- | ---- | ---- | ---- | ---- |
| Einwohner | 261  | 263  | 271  | 277  | 309  | 287  | 262  | 289  |

## Wirtschaft
Auf dem Gemeindegebiet gelten kontrollierte Herkunftsbezeichnungen (AOC) für Brocciu, Honig (Miel de Corse - Mele di Corsica), Olivenöl (Huile d’olive de Corse - Oliu di Corsica), Kastanienmehl (Farine de châtaigne corse - Farina castagnina corsa) und Wein (Vin de Corse oder Corse blanc, rosé und rouge) sowie geschützte geographische Angaben (IGP) für Clementinen (Clémentine de Corse) und Wein (Ile de Beauté blanc, rosé oder rouge und Méditerranée blanc, rosé und rouge).